# Rivière Saint-Fond
Pour les articles homonymes, voir Saint-Fond.
La rivière Saint-Fond est un fleuve affluent du littoral ouest de la baie d'Ungava. La rivière Saint-Fond coule dans la région du Nunavik, dans la péninsule d'Ungava, dans la région administrative du Nord-du-Québec, au Québec, au Canada.

## Géographie
Les versants géographiques voisins de la rivière Saint-Fond sont :
- côté nord : rivière Lefroy, rivière Brochant ;
- côté est : baie d'Ungava ;
- côté sud : baie aux Baleines, lac aux Feuilles, rivière aux Feuilles, rivière Buron, rivière Mannic ;
- côté ouest : lac Tasialujjuaq.

Le lac Troie est la source principale de la rivière Saint-Fond dont a partie supérieure est alimentée par un ensemble de plans d'eau et petits cours d'eau dont la trame géographique de fond semble striée en plusieurs canaux linéaires qui s'entrecoupent. Cette zone de tête est située au sud du lac Peters, à l'ouest du lac Tasialujjuaq et au nord du lac Tasiataq. À partir d'un lac sans nom, la rivière coule sur 5,5 km vers l'est, sur 18,7 km vers le sud-est presque en ligne droite, 7,3 km vers le nord-est, 8,6 km vers l'est jusqu'à la rive ouest du lac Qamanialuk (longueur : 8,3 km ; altitude : 199 m) que le courant traverse vers le nord-est sur sa pleine longueur.
Puis, le courant coule sur 3,2 km vers le nord-est jusqu'à l'embouchure de la décharge du lac Saint-Fond (longueur : 1,3 km ; altitude : 198 m) et d'un autre lac sans nom. De là, la rivière Saint-Fond continue vers le nord-est en traversant plusieurs petits lacs. À 12,5 km avant son embouchure, la rivière se réoriente davantage vers le nord jusqu'à son embouchure.
La rivière se déverse sur une longue grève (qui peut s'étirer jusqu'à 5,8 km à la marée basse), au fond de la baie Kangirsualuk, qui est appendice du littoral ouest de la baie d'Ungava. Son embouchure est situé à 16 km au nord de la baie Hopes Advance et à 20 km au nord de l'aéroport d'Aupaluk.

## Toponymie
Saint-Fond correspond à un patronyme de famille d'origine française.
En inuktitut, l'appellation de cette rivière est "Kangirsualujjuap Kuunga" signifiant "rivière de la grande baie".
Le toponyme rivière Saint-Fond a été officialisé le 5 décembre 1968 par la Commission de toponymie du Québec.